# Carroll Cole
Carroll Edward Cole (* 9. Mai 1938 in Sioux City, Iowa; † 6. Dezember 1985 im Nevada State Prison in Carson City, Nevada) war ein amerikanischer Serienmörder, der von 1948 bis 1980 insgesamt 16 Menschen ermordete. Er wurde 1985 in Nevada mit der Giftspritze hingerichtet.

## Biografie

### Junge Jahre
Carroll Cole wurde 1938 als zweiter Sohn von LaVerne und Vesta Cole in Sioux City geboren. Seine jüngere Schwester wurde 1939 geboren, und kurz darauf zog die Familie nach Kalifornien, wo LaVerne Cole Arbeit in einer Schiffswerft fand. Während sein Vater im Zweiten Weltkrieg kämpfte, hatte seine Mutter mehrere Affären, wobei sie ihren Sohn manchmal mitnahm und ihn anschließend einschüchterte und schlug, damit er Stillschweigen behielt. Sie war grausam zu ihm, zwang ihn, sich wie ein Mädchen zu kleiden und machte sich über ihn lustig. In der Schule wurde er von seinen Mitschülern aufgrund seines „Mädchennamens“ gemobbt. Eines Tages wehrte sich Cole gegen einen seiner Peiniger, einen Jungen namens Duane. Er ertränkte ihn in einem See. Sein Tod wurde als Unfall angesehen, bis Cole im Gefängnis auch diese Tat gestand.
Cole geriet als Jugendlicher mehrmals mit dem Gesetz in Konflikt, er wurde wegen Trunkenheit und kleinerer Diebstähle verhaftet. Nachdem er die High School abgeschlossen hatte, verpflichtete er sich bei der Armee, wurde dort jedoch entlassen, nachdem er Pistolen gestohlen hatte. 1960 griff er zwei Liebespärchen in deren Wagen an, und kurz darauf rief er bei der Polizei in Richmond – wo er lebte – an und erzählte dort, dass er von gewalttätigen Fantasien gequält werde, in denen er Frauen erwürge.
In den folgenden drei Jahren war Cole Patient in zahlreichen Psychiatrien. In der letzten, dem Stockton State Hospital, schrieb ein Doktor Weiss: „He seems to be afraid of the female figure and cannot have intercourse with her first but must kill her before he can do it.“ (deutsch: „Er scheint Angst vor Frauen zu haben, und er kann nicht mit ihnen schlafen, zuvor muss er sie töten, bevor er dies kann.“) Weiss entließ ihn dennoch im April 1963.
Nach seiner Entlassung zog Cole nach Dallas in Texas, wo sein Bruder Richard lebte. Dort traf und heiratete er die alkoholsüchtige Stripperin Billie Whitworth. Doch auch diese Beziehung heilte ihn nicht von seinem Hass und seinen Gewaltfantasien gegenüber Frauen. Nach zwei Jahren zerbrach die Ehe, nachdem Cole ein Motel niedergebrannt hatte, in dem seine Frau mit anderen Männern geschlafen hatte. Er wurde wegen Brandstiftung verurteilt, und nach seiner Entlassung versuchte er, ein 11-jähriges Mädchen zu erwürgen. Er wurde verhaftet und zu fünf Jahren Gefängnis verurteilt. Nach seiner Entlassung ging Cole nach Nevada, wo er erneut versuchte, zwei Frauen zu erwürgen. Er wies sich erneut in eine Psychiatrie ein, wo die Ärzte zwar seine Mordfantasien bemerkten, allerdings immer noch keinen Grund sahen, ihn festzuhalten. Er erhielt ein Rückreiseticket nach San Diego.

### Mordserie
In San Diego verübte Cole seinen ersten Mord als Erwachsener. Er griff am 7. Mai 1971 Essie Buck in einer Kneipe auf und erwürgte sie in seinem Wagen. Er fuhr mit ihrer Leiche in seinem Kofferraum umher, bis er sie entsorgte. Nur zwei Wochen später tötete er eine unbekannte Frau und vergrub ihre Leiche in einer waldigen Gegend. Er erklärte später, dass beide ihren Ehemännern untreu gewesen seien und ihn so an seine Mutter erinnert hätten.
Im Juni 1973 heiratete Cole die Bardame Diana Pashal, die ebenfalls Alkoholikerin war. Sie stritten sich häufig, und Cole verließ dann normalerweise ihr Haus für einige Tage, um Zeit für sich zu haben. Wenn er weg war, beging er seine Morde, darunter an einer Frau, die er angeblich zum Teil verspeist haben soll. Im September 1979 würgte Cole seine Frau zu Tode. Ein Nachbar war aufmerksam geworden und rief acht Tage später die Polizei. Obwohl diese Pashals Leiche in ein Handtuch gewickelt in einem Schrank fand, schrieb sie ihren Tod ihrem schweren Alkoholismus zu. Cole wurde nach einer Vernehmung ohne Anklage entlassen.
Cole verließ San Diego und reiste im Westen der Vereinigten Staaten umher. Er ermordete eine Frau in Las Vegas und kehrte dann nach Dallas zurück, wo er 1980 drei weitere Frauen erwürgte. Er war im zweiten dieser Morde verdächtig und wurde beim dritten am Tatort gesehen. Er wurde verhaftet und verhört, doch die Polizei kam schließlich zu dem Schluss, dass die Frauen eines natürlichen Todes gestorben seien. Cole sollte freigelassen werden, fing aber an zu reden. Er erklärte, in den letzten neun Jahren 14 Frauen ermordet zu haben, es könnten aber auch mehr sein. Er könne sich nicht mehr genau erinnern, da er normalerweise bei seinen Taten betrunken gewesen sei.

### Verurteilung und Tod
Am 9. April wurde Cole für drei Morde in Texas zu einer lebenslangen Freiheitsstrafe verurteilt. 1984 verstarb seine Mutter, und Coles Haltung veränderte sich. Er akzeptierte, sich mit weiteren Mordanklagen in Nevada zu beschäftigen und diese aufzulösen. Im Oktober 1984 wurde Cole zum Tode verurteilt. Als Gegner der Todesstrafe versuchten, seine Strafe umzuwandeln, protestierte Cole. Als die Verurteilung bestätigt wurde, wandte er sich mit den Worten „Thanks, Judge“ an den Richter. Cole wurde am 6. Dezember 1985 im Nevada State Prison hingerichtet.